# Alenuihaha Channel
Alenuihaha Channel – cieśnina na Oceanie Spokojnym w archipelagu Hawajów, oddzielająca wyspy Hawaiʻi i Maui. Ma 26 mil (42 km) szerokości (w najwęższym miejscu) i około 6800 stóp (2100 m) głębokości. Żegluga przez cieśninę jest uważana za niebezpieczną ze względu na występujące w niej burzliwe wody i silne wiatry. Jej nazwa w dosłownym tłumaczeniu oznacza wielkie uderzające fale.